# 中央區 (千葉市)

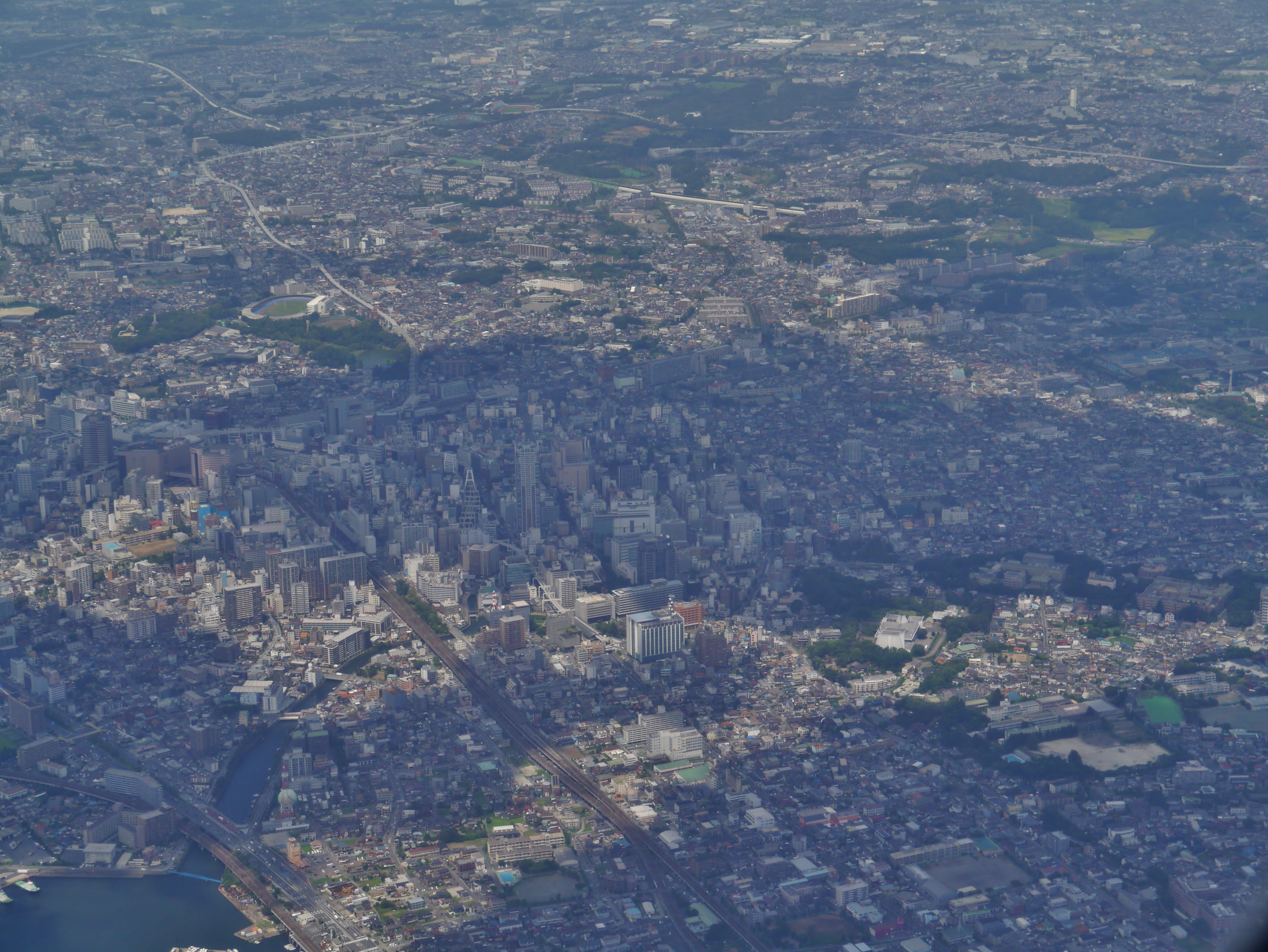
中央区俯瞰

中央區（日语：／ Chūō ku */?）是日本千葉市下設的行政區之一，位於千葉市中心，為千葉市公所與千葉縣政府的所在地。

## 鄰近自治體
- 千葉市：稻毛區、中央區、花見川區、綠區、美濱區、若葉區
- 市原市

## 概要
區內的千葉站是千葉縣的交通要衝，也是商業中心，本千葉站至京成千葉中央站東側是縣廳與法院等行政機關的聚集地。
南部的蘇我地區在過去是設於東京灣填海新生地的JFE鋼鐵東日本製鐵所（舊川崎製鐵千葉製鐵所）的企業城下町，但因經濟低迷而衰退，現改建為商業設施（Harbor City蘇我）與J聯盟JEF聯市原·千葉主場館福田電子競技場。

## 歷史
本區是由舊千葉市域大部分與舊千葉郡蘇我町、生濱町（生實野部分除外）、千城村一部分、都村一部分與填海新生地所組成。
當時選擇區名時，因沒有代表性的地名而改用公開募集選出。原先並不考慮用方位作為區名，且其支持度也低，但因沒有其他更合適的的提案而獲選。其他的提案有「千葉區」、「港區」、「亥鼻區」（千葉城別名）。
- 1889年（明治22年）4月1日－町村制施行，成立以下町村（全屬千葉郡（日语：千葉郡））。
  - 千葉町 ← 千葉町、寒川村、登戶村、千葉寺村、●黑砂村（●屬現稻毛區）
  - 蘇我野村 ← 曾我野村〈蘇我町〉、今井村、宮崎村、大森村、赤井村、小花輪村〈花輪町〉、生實鄉
  - 都村（日语：都村 (千葉県)） ← 邊田村〈都町〉、矢作村、●貝塚村、●加曾利村、●川野邊新田〈若松町〉（●屬現若葉區）
  - 千城村（日语：千城村） ← 川戶村、仁戶名村、星久喜村、●大宮村、●小倉村、●大草村、●金親村、●坂月村（●屬現若葉區）
  - 生實濱野村 ← 濱野村、村田村、○北生實村、○南生實村、●有吉村（○部分、●全域屬現綠區）
- 1890年（明治23年）5月23日－蘇我野村施行町制，為蘇我町（日语：蘇我町）。
- 1921年（大正10年）1月1日－千葉町施行市制，改制千葉市。
- 1925年（大正14年）1月1日－生實濱野村改稱生濱村。
- 1928年（昭和3年）11月10日－生濱村施行町制，為生濱町（日语：生浜町）。
- 1937年（昭和12年）2月11日－蘇我町、都村編入千葉市。
- 1944年（昭和19年）2月11日－千城村編入千葉市。
- 1955年（昭和30年）2月11日－生濱町編入千葉市。
- 1992年（平成4年）4月1日－千葉市成為政令指定都市，中央區成立。區役所設於中央社區中心。
- 1995年（平成7年）1月－區役所移至現址。

## 地域
- 千葉都心地區（以千葉站為中心，商業設施、金融機關、政府機構林立。）
- 千葉臨港地區（港塔、千葉縣立美術館等所在地。以千葉港站為中心進行再開發。）
- 榮町（千葉代表的歡樂街，也是知名風俗街。商業活動逐漸衰退，但近年在官民合作下企圖振興地方活動。）
- 蘇我站周邊地區（以JFE工場舊址為中心進行再開發。重要設施有Harbor City蘇我、福田電子競技場。）
- 亥鼻（千葉大學醫學部、縣立千葉高校、千葉市文化會館、縣立圖書館等。）

## 主要商業設施、建物
- 千葉站
  - Perie（日语：千葉ステーションビル）
- SOGO千葉店（日语：そごう千葉店）
- Sen City（日语：センシティ）
  - 千葉縣中央旅券事務所
- 千葉三越
- 千葉巴而可
- 塚本大千葉大廈（舊稱Bee-One）
  - 友都八喜千葉店
  - 三省堂書店文化站店
- 千葉港塔
  - 千葉港體育館
- Harbor City蘇我
  - Ario蘇我（日语：アリオ蘇我）
  - Home's
  - Festival Walk（フェスティバルウォーク）
- JFE鋼鐵東日本製鐵所
- 東京灣通信（日语：東京ベイ通信）本社
- 福田電子競技場
- 千葉神社
- 千葉寺（日语：千葉寺）

## 行政機關
千葉市役所
- 中央區役所
  - 市役所前市民中心
  - 生濱市民中心
  - 松丘市民中心
  - Qiball
  - 千葉站連絡所
  - 蘇我站前連絡所
  - 中央社區中心
  - 中央社區中心松波分室
  - 蘇我社區中心
  - 松丘公民館
  - 生濱公民館
  - 新宿公民館
  - 宮崎公民館
  - 葛城公民館
  - 椿森公民館
  - 川戶公民館
  - 星久喜公民館

千葉中央警察署
- 千葉站前交番
- 京成千葉中央站前交番
- 千葉公園前交番
- 西千葉交番
- 登戶交番
- 本千葉站前交番
- 千葉寺站前交番
- 蘇我站前交番
- 白旗交番
- 濱野站前交番
- 星久喜交番
- 本町交番
- 都交番

千葉市消防局
- 中央消防署
  - 蘇我出張所
  - 宮崎出張所
  - 生濱出張所
  - 臨港出張所
- 千葉縣警察本部（日语：千葉縣警察）
- 千葉中央警察署（日语：千葉中央警察署）
- 千葉地方裁判所（日语：千葉地方裁判所）
- 千葉簡易裁判所（日语：千葉簡易裁判所）
- 千葉家庭裁判所（日语：千葉家庭裁判所）

## 國家、縣機關
司法
- 千葉地方裁判所、家庭裁判所、簡易裁判所合同廳舍
  - 千葉地方裁判所（日语：千葉地方裁判所）
  - 千葉家庭裁判所（日语：千葉家庭裁判所）
  - 千葉簡易裁判所（日语：千葉簡易裁判所）

警察廳
- 關東管區警察局（日语：関東管区警察局）千葉縣情報通信部

總務省
- 關東管區行政評價局（日语：管区行政評価局）千葉行政評價事務所

法務省
- 千葉地方檢察廳（日语：千葉地方検察庁）
- 千葉區檢察廳（日语：千葉区検察庁）
- 千葉地方法務局（日语：東京法務局#千葉地方法務局）
- 千葉保護觀察所（日语：保護観察所）
- 關東公安調査局（日语：公安調査局）千葉公安調査事務所

財務省
- 關東財務局千葉財務事務所
- 橫濱稅關千葉税関支署
- 東京國稅局千葉東稅務署（日语：税務署）

厚生勞動省
- 關東信越厚生局（日语：関東信越厚生局）千葉事務所
- 東京檢疫所（日语：検疫所#検疫所（厚生労働省））千葉支所
- 千葉勞動局（日语：千葉労働局）
  - 千葉勞動基準監督署（日语：労働基準監督署）
- 千葉社會保險事務局（日语：千葉社会保険事務局）

農林水產省
- 關東農政局（日语：関東農政局）千葉農政事務所（日语：千葉農政事務所）
- 橫濱植物防疫所（日语：検疫所#植物防疫所（農林水産省））東京支所千葉出張所

國土交通省
- 關東地方整備局（日语：関東地方整備局#関東地方整備局）千葉港灣事務所
- 關東地方整備局千葉國道事務所千葉出張所
- 銚子地方氣象台千葉測候所
- 第三管區海上保安本部千葉海上保安部
- 第三管區海上保安本部千葉LORAN Center

防衛省
- 北關東防衛局千葉防衛事務所

千葉県
- 千葉縣廳
- 千葉縣警察（日语：千葉県警察）本部

## 郵政
- 千葉中央郵便局（負責區內收發） (〒260-8799)
- 若葉郵便局（負責若葉區內收發） (〒264-8799)
  - 郵貯銀行若葉店（若葉郵便局附設）

- 千葉都町郵便局 (〒260-0001)
- 千葉道場郵便局 (〒260-0005)
- 千葉中央四郵便局 (〒260-0013)
- 千葉站東口郵便局 (〒260-0015)
- 千葉站前大通郵便局 (〒260-0015)
- 千葉院內郵便局 (〒260-0017)
- 千葉新宿郵便局 (〒260-0021)
- 千葉CC廣場內郵便局 (〒260-0026)
- 千葉新町郵便局 (〒260-0028)
- 新千葉郵便局 (〒260-0031)

- 千葉登戶郵便局 (〒260-0032)
- 西千葉站前郵便局 (〒260-0033)
- 千葉椿森郵便局 (〒260-0042)
- 千葉松波郵便局 (〒260-0044)
- 千葉仁戶名郵便局 (〒260-0801)
- 千葉宮崎郵便局 (〒260-0806)
- 千葉星久喜郵便局 (〒260-0808)
- 千葉生實郵便局 (〒260-0813)
- 千葉曾我野郵便局 (〒260-0822)

- 濱野郵便局 (〒260-0824)
- 千葉市場前郵便局 (〒260-0832)
- 千葉今井郵便局 (〒260-0834)
- 千葉鵜之森郵便局 (〒260-0841)
- 千葉寺町郵便局 (〒260-0844)
- 千葉寒川郵便局 (〒260-0854)
- 千葉縣廳內郵便局 (〒260-0855)
- 千葉亥鼻郵便局 (〒260-0856)
- 千葉大學醫院內簡易郵便局 (〒260-0856)

## 在中央區設立本社的主要企業
- 千葉銀行
- 京葉銀行（日语：京葉銀行）

## 交通

### 鐵路
東日本旅客鐵道（JR東日本）
- 中央·總武緩行線：西千葉站 - 千葉站
- 總武快速線：千葉站
- 總武本線：千葉站 - 東千葉站
- 外房線：千葉站 - 本千葉站 - 蘇我站
- 內房線：千葉站 - 本千葉站 - 蘇我站 - 濱野站
- 京葉線：千葉港站 - 蘇我站

作為蘇我臨海地區再開發事業的一環，千葉港站與蘇我站間計畫設置寒川新站（暫名），千葉市企畫調整局進行基本調查與設計。
京成電鐵
- 千葉線：西登戶站 - 新千葉站 - 京成千葉站 - 千葉中央站
- 千原線：千葉中央站 - 千葉寺站 - 大森台站

千葉都市單軌電車
- 1號線：千葉港站 - 市役所前站 - 千葉站 - 榮町站（日语：栄町駅 (千葉県)） - 葭川公園站、縣廳前站
- 2號線：千葉站 - 千葉公園站

### 路線巴士
- 千葉中央巴士（日语：千葉中央バス）
- 小湊鐵道
- 九十九里鐵道（日语：九十九里鉄道）
- 千葉內陸巴士（日语：千葉内陸バス）
- 千葉城市巴士（日语：ちばシティバス）
- 千葉花巴士（日语：ちばフラワーバス）
- 京成巴士
- 千葉海濱交通（日语：千葉海浜交通）
- 飛鳥交通（日语：あすか交通）
- 平和交通

### 道路
- 國道14號－以東京都日本橋為起點，至中央區廣小路交差點為止。通稱千葉街道。
- 國道16號－首都圏環狀道路的千葉市內路段。
- 國道51號－中央區廣小路交差點為起點，經成田至茨城縣水戶市。千葉市內路段通稱佐倉街道。
- 國道126號（日语：国道126号）－稻毛區穴川IC交差點為起點，至千葉縣銚子市。通稱東金街道。
- 國道357號－中央區村田町為起點，通過東京灣岸，至神奈川縣橫須賀市，為東京灣岸道路的一般國道路段。通稱灣岸道路。

## 文化、教育、觀光設施
- 千葉文化之森
  - 千葉縣立中央圖書館（日语：千葉県立中央図書館）
  - 千葉縣文化會館（日语：千葉県文化会館）
  - 亥鼻公園 （賞櫻景點）
  - 千葉市立鄉土博物館（千葉城、亥鼻城。）
- 千葉市科學館（日语：千葉市科学館）(Qiball)
- 千葉市美術館（日语：千葉市美術館）
- 千葉市埋藏文化財調査中心
- 千葉縣立中央博物館
- 千葉縣立美術館（日语：千葉県立美術館）
- 千葉市中央圖書館
- 千葉市都圖書館
  - 白旗分館
- 千葉縣文書館
- 千葉港公園（日语：千葉ポートパーク）、千葉港塔（日语：千葉ポートタワー）
- 千葉市民會館（日语：千葉市民会館）
- 千葉市文化中心
- 千葉公園（日语：千葉公園） （千葉縣天然紀念物）
- 青葉之森公園（日语：青葉の森公園）
- 千葉市都市綠化植物園
- Harmony Plaza（ハーモニープラザ）
- 生實池　（賞蓮、賞櫻景點）
- 千葉市民活力創造廣場（日语：ちば市民活力創造プラザ）

### 史蹟
- 亥鼻城（千葉城）：大治元年（1126年）千葉常重所築，康正元年（1455年）廢城。現建有模擬天守閣。
- 小弓城（日语：小弓城）跡：戰國大名足利義明（小弓公方）的本據地。別名小弓御所、南生實城。
- 生實藩（日语：生実藩）陣屋跡：森川氏在廢藩置縣前管轄生實地區。別名北生實城。陣屋一角有森川氏的菩提寺重俊院。
- 大覺寺山古墳：〔南生實町〕千葉縣指定文化財 1971年3月26日指定
- 曾我野藩陣屋跡：明治3年（1870年）3月、下野國高德藩知事戶田忠綱移封曾我野，成立曾我野藩。是德川幕府最後的立藩。明治4年7月14日廢藩。
- 舊制千葉醫科大學附屬醫院
- 千葉刑務所（日语：千葉刑務所）
- 川崎銀行千葉支店：中央區役所工程時保留的建築，現在是區役所的一部分。
- 舊千葉縣廳舍跡：明治44年竣工。文藝復興様式。昭和38年拆毀。

### 教育

#### 大學
國立
- 千葉大學醫學部、看護學部、藥學部（亥鼻校區）

私立
- 淑德大學|總合福祉學部、社區政策學部、看護學部（千葉校區、千葉第2校區）

#### 短期大學
私立
- 千葉明徳短期大学

#### 高等學校
縣立
- 千葉縣立千葉高等學校（日语：千葉県立千葉中学校・高等学校）
- 千葉縣立千葉商業高等學校（日语：千葉県立千葉商業高等学校）
- 千葉縣立千葉工業高等學校（日语：千葉県立千葉工業高等学校）
- 千葉縣立千葉南高等學校（日语：千葉県立千葉南高等学校）
- 千葉縣立生濱高等學校（日语：千葉県立生浜高等学校）

私立
- 千葉明德高等學校（日语：千葉明徳中学校・高等学校）
- 千葉聖心高等學校（日语：千葉聖心高等学校）
- 植草學園大學附屬高等學校（日语：植草学園大学附属高等学校）
- 明聖高等學校（日语：明聖高等学校）
- 飛鳥未來高等學校（日语：飛鳥未来高等学校）千葉校區
- 青森山田高等學校千葉校
- 鹿島學園高等學校（日语：鹿島学園高等学校）千葉校區
- 克拉克紀念國際高等學校（日语：クラーク記念国際高等学校）千葉校區
- 第一學院高等學校（日语：第一学院高等学校）千葉校區
- 屋久島大空高等學校（日语：屋久島おおぞら高等学校）千葉校區

#### 中學校
縣立
- 千葉縣立千葉中學校（日语：千葉県立千葉中学校・高等学校）

市立
- 千葉市立生濱中學校
- 千葉市立葛城中學校（日语：千葉市立葛城中学校）
- 千葉市立川戶中學校
- 千葉市立新宿中學校
- 千葉市立末廣中學校（日语：千葉市立末広中学校）
- 千葉市立蘇我中學校（日语：千葉市立蘇我中学校）
- 千葉市立椿森中學校
- 千葉市立星久喜中學校
- 千葉市立松丘中學校

私立
- 千葉明德中學校（日语：千葉明徳中学校・高等学校）

#### 小學校
| - 千葉市立院內小學校 - 千葉市立生濱小學校 - 千葉市立生濱西小學校 - 千葉市立生濱東小學校 - 千葉市立大森小學校 - 千葉市立川戶小學校 - 千葉市立寒川小學校 - 千葉市立新宿小學校 - 千葉市立蘇我小學校 - 千葉市立大嚴寺小學校 | - 千葉市立鶴澤小學校 - 千葉市立仁戶名小學校 - 千葉市立登戶小學校 - 千葉市立辯天小學校 - 千葉市立星久喜小學校 - 千葉市立本町小學校 - 千葉市立松丘小學校 - 千葉市立都小學校 - 千葉市立宮崎小學校 |

#### 特別支援學校
- 千葉縣立仁戶名特別支援學校（日语：千葉県立仁戸名特別支援学校）

#### 專修學校
- 千葉女子專門學校（日语：千葉女子専門学校）（學校法人增田學園（日语：学校法人増田学園））
- 千葉情報經理專門學校（學校法人秋葉學園）
- 千葉理容專門學校（財団法人市原學園）
- 千葉調理師專門學校（學校法人芳野學園）
- 千葉日建工科專門學校（日语：千葉日建工科専門学校）（學校法人日建千葉學園）
- 千葉設計師學院(學校法人花澤學園)
- 東洋理容美容專門學校（學校法人東洋理容美容學園）
- 巴黎總合美容專門學校千葉校（學校法人巴黎美容國際學園）
- 上野法科商業專門學校（日语：上野法科ビジネス専門学校）（學校法人上野法律學園）
- 國際醫療福祉專門學校（學校法人阿彌陀寺教育學園）
- 京葉介護福祉專門學校（學校法人清峯學園）
- 中央介護福祉專門學校(學校法人土岐學園)
- 京葉調理師學校(財團法人市原學園)
- 松丘研修學院
- 學校法人中村學園（日语：学校法人中村学園）
  - 千葉愛犬動物學園
  - 國際旅遊與旅館專門學校（日语：国際トラベル&ホテル専門学校）
  - AIE專門學校（アイエステティック専門学校）
- 學校法人三幸學園（日语：学校法人三幸学園）
  - 東京醫療秘書福祉專門學校千葉校
  - 東京美容藝術專門學校千葉校（東京ビューティーアート専門学校）
  - 東京リゾート&スポーツ專門學校千葉校（東京リゾート&スポーツ専門学校）
- 學校法人大原學園（日语：学校法人大原学園）
  - 大原簿記公務員專門學校千葉校
  - 大原醫療秘書福祉專門學校千葉校
- 東京IT會計法律專門學校千葉校（日语：東京IT会計法律専門学校）（學校法人立志舍（日语：学校法人立志舎））

#### 學校教育以外的設施
- 千葉縣生涯大學校（市民大學（日语：市民大学））
- 關東職業能力開發大學校（日语：職業能力開発大学校）附屬千葉職業能力開發短期大學校（日语：職業能力開発短期大学校）（依據職業能力開發促進法（日语：職業能力開発促進法）設立的公共職業能力開發設施（日语：公共職業能力開発施設））

## 體育設施
- 千葉港體育館（千葉ポートアリーナ）
- 千葉公園運動設施
- 青葉之森（日语：青葉の森公園）運動廣場
- 武道館
- 千葉競輪場（日语：千葉競輪場）
- 福田電子競技場
- Blue Field（日语：Blue Field）

## 祭典
- 親子三代夏祭

## 知名人士
- 掛布雅之－前職棒選手
- 高橋由伸－前職棒選手
- 植草克秀－少年隊

## 外部連結
- 千葉市：中央區 （页面存档备份，存于）